# Karilatsi (Kanepi)
Koordinaten: 58° 7′ N, 26° 55′ O

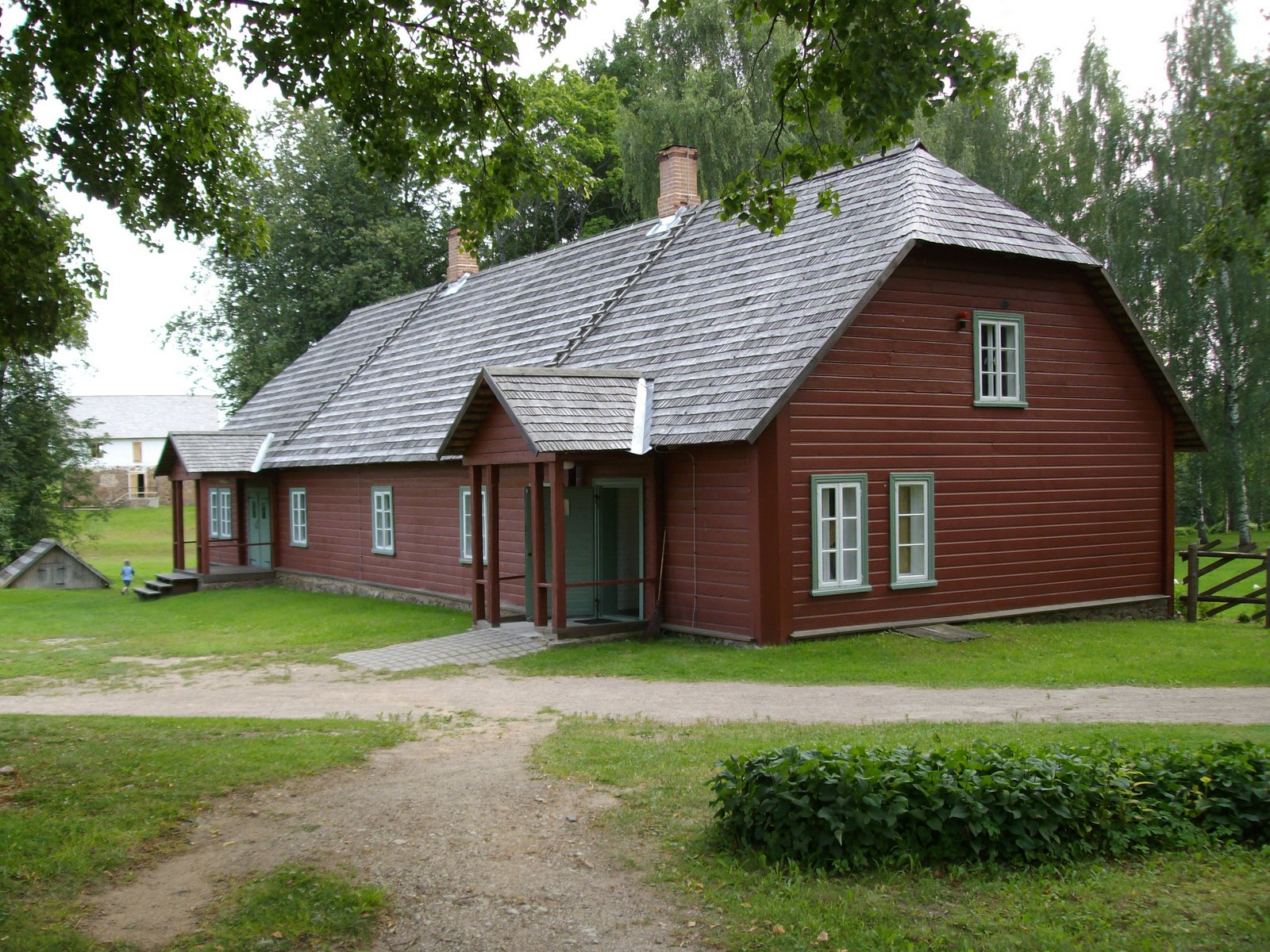
Historische Dorfschule

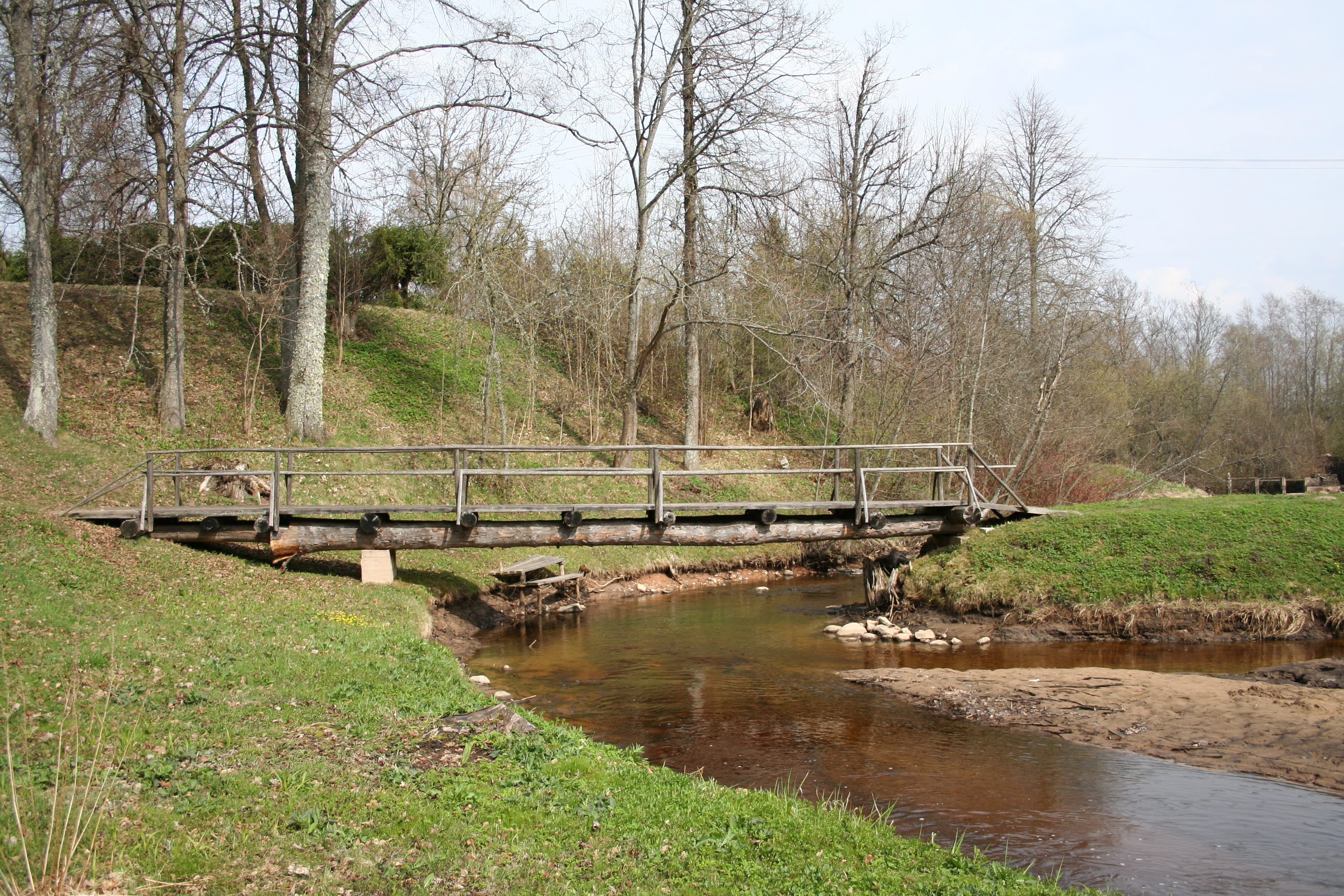
Am Bach Piigaste

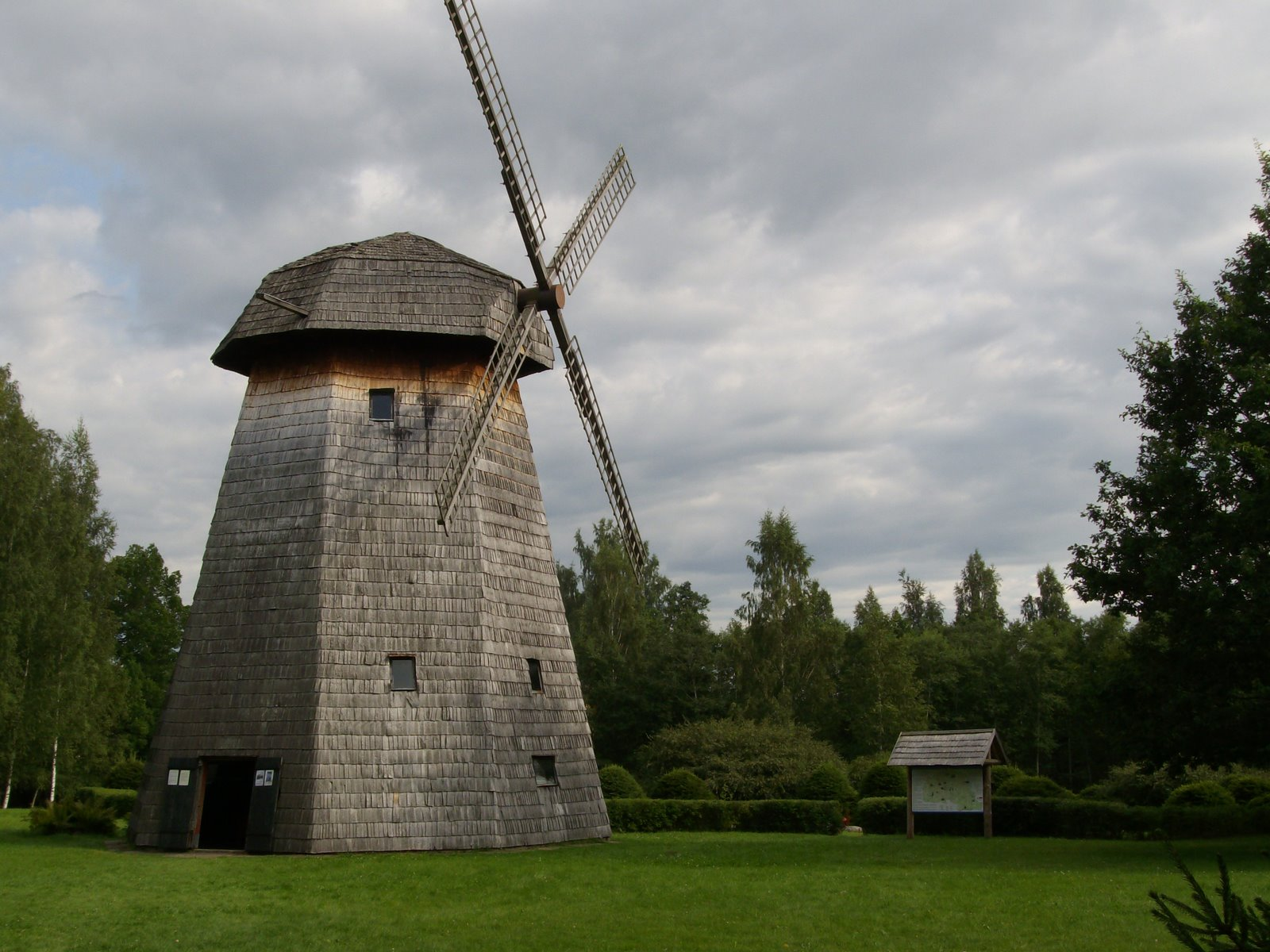
Windmühle

Karilatsi (deutsch Karilatz) ist ein Dorf (estnisch küla) im Südosten Estlands. Es gehört zur Landgemeinde Kanepi (bis 2017 Kõlleste) im Kreis Põlva.

## Einwohnerschaft und Lage
Das Dorf hat 61 Einwohner (Stand 31. Dezember 2011). Es liegt 31 Kilometer südöstlich der zweitgrößten estnischen Stadt Tartu am Bach Piigaste oja.

## Bauernmuseum
In Karilatsi befindet sich das Bauernmuseum Põlva (Põlva talurahvamuuseum), das größte Freilichtmuseum Südestlands. Es wurde 1971 durch den Heimatforscher Kalju Kermas (1929–1989) ins Leben gerufen und 1977 für Besucher eröffnet.
Das Museum im 1889 errichteten ehemaligen Schulgebäude bietet ein umfassendes Bild der Geschichte und ländlichen Lebensweise der örtlichen Bevölkerung durch die Jahrhunderte. Daneben sind zahlreiche historische Gebäude zu sehen, darunter eine historische Rauchsauna und eine alte Holz-Windmühle.